# Strade regionali delle Marche
A seguito del trasferimento dalla regione Marche all'Anas di 463,00 km di strade regionali (ora strade statali) avvenuto il 24/10/2018, ed a seguito del trasferimento di 28,321 km dall'Anas alla regione Marche, l'ente territoriale regionale gestisce 13 arterie dislocate su tutto il territorio marchigiano per un totale di 319,121 km.

La regione gestisce direttamente le seguenti strade:
| Numerazione | Denominazione                               | Estesa | Estesa | Estesa |
| Numerazione | Denominazione                               | Dal km | Al km  | Totale |
| ----------- | ------------------------------------------- | ------ | ------ | ------ |
| SR4         | Salaria                                     | 176,0  | 178,7  | 25,3   |
| SR4         | Salaria                                     | 181,9  | 183,3  | 25,3   |
| SR4         | Salaria                                     | 185,0  | 206,3  | 25,3   |
| SR4/1       | Raccordo Monticelli - Monsampolo del Tronto | 0,0    | 2,9    | 2,9    |
| SR16 dir/B  | del Porto di Ancona                         | 0,7    | 2,2    | 1,4    |
| SR73 bis    | di Bocca Trabaria                           | 68,9   | 72,2   | 3,3    |
| SR77        | della Val di Chienti                        | 27,8   | 51,3   | 43,0   |
| SR77        | della Val di Chienti                        | 76,7   | 83,5   | 43,0   |
| SR77        | della Val di Chienti                        | 104,3  | 109,3  | 43,0   |
| SR77        | della Val di Chienti                        | 116,5  | 124,3  | 43,0   |
| SR182       | Variante - Santuario del Glorioso           | 0,0    | 1,1    | 1,1    |
| SR182/1     | Braccio Ospedale                            | 0,0    | 0,3    | 0,3    |
| SR209       | Valnerina                                   | 62,4   | 62,5   | 24,4   |
| SR209       | Valnerina                                   | 64,3   | 88,6   | 24,4   |
| SR257       | Apecchiese                                  | 19,9   | 53,9   | 33,9   |
| SR257       | n. 1 Svincolo                               |        |        | 0,3    |
| SR360       | Arceviese                                   | 2,5    | 62,3   | 59,7   |
| ex SR361    | Septempedana                                | 0,0    | 5,7    | 29,1   |
| ex SR361    | Septempedana                                | 9,8    | 33,3   | 29,1   |
| SR485       | Corridonia - Maceratese                     | 3,7    | 26,2   | 22,4   |
| SR502       | di Cingoli                                  | 1,7    | 73,1   | 71,3   |
| Totale      | Totale                                      | Totale | Totale | 319,1  |